# Air Inter
Air Inter (legalmente Lignes Aériennes Intérieures) fue una aerolínea doméstica francesa semipública en Francia que operó desde 1954 hasta su fusión con Air France en 1997. Su última sede se encontraba en Paray-Vieille-Poste, Essonne. Anteriormente, su sede estaba en el primer distrito de París.
Air Inter se constituyó el 12 de noviembre de 1954. Operó su primer vuelo comercial entre París y Estrasburgo el 16 de marzo de 1958. Sin embargo, fue en 1960 cuando la aerolínea inició vuelos comerciales regulares.
La compañía estableció su base operativa y técnica en el Aeropuerto de París-Orly, donde sus vuelos se concentraban en la Terminal Oeste del Aeropuerto de Orly.
Air Inter se fundó como una entidad semipública para ofrecer un transporte aéreo nacional eficiente al menor coste. Entre sus financiadores se encontraban empresas francesas de transporte público y privado, tanto de carretera como de ferrocarril y aéreo, así como bancos.
Air France y SNCF, la compañía ferroviaria estatal, eran los dos mayores accionistas públicos de Air Inter, con un 25% cada uno de la aerolínea. UTA era su mayor inversor privado. UTA poseía al principio una participación minoritaria del 15% en Air Inter. Posteriormente, aumentó su participación al 36%, convirtiéndose en el mayor accionista individual.
El 12 de enero de 1990, Air Inter, junto con UTA y Air France, pasó a formar parte de un grupo Air France ampliado, que a su vez se convirtió en una filial de Groupe Air France. Air Inter cambió su nombre a Air Inter Europe tras la fusión con Air France y UTA. El 1 de abril de 1997, fue absorbida por Air France. Ese mismo día, la empresa dejó de existir como entidad legal dentro del Groupe Air France.

## Historia

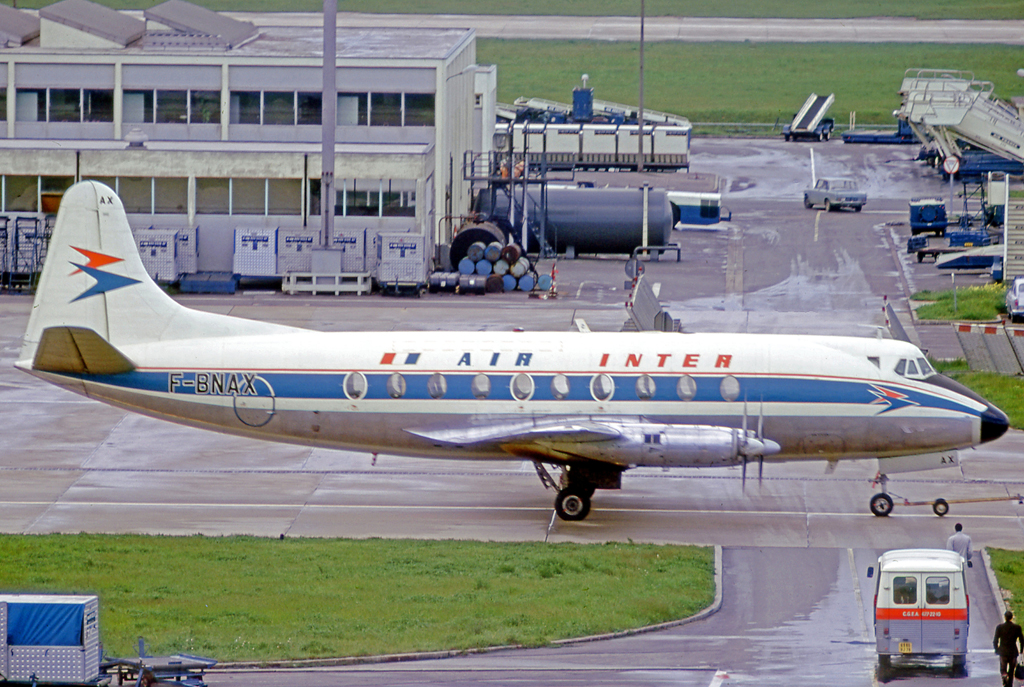
Vickers Viscount de Air Inter en París Orly, 1973.

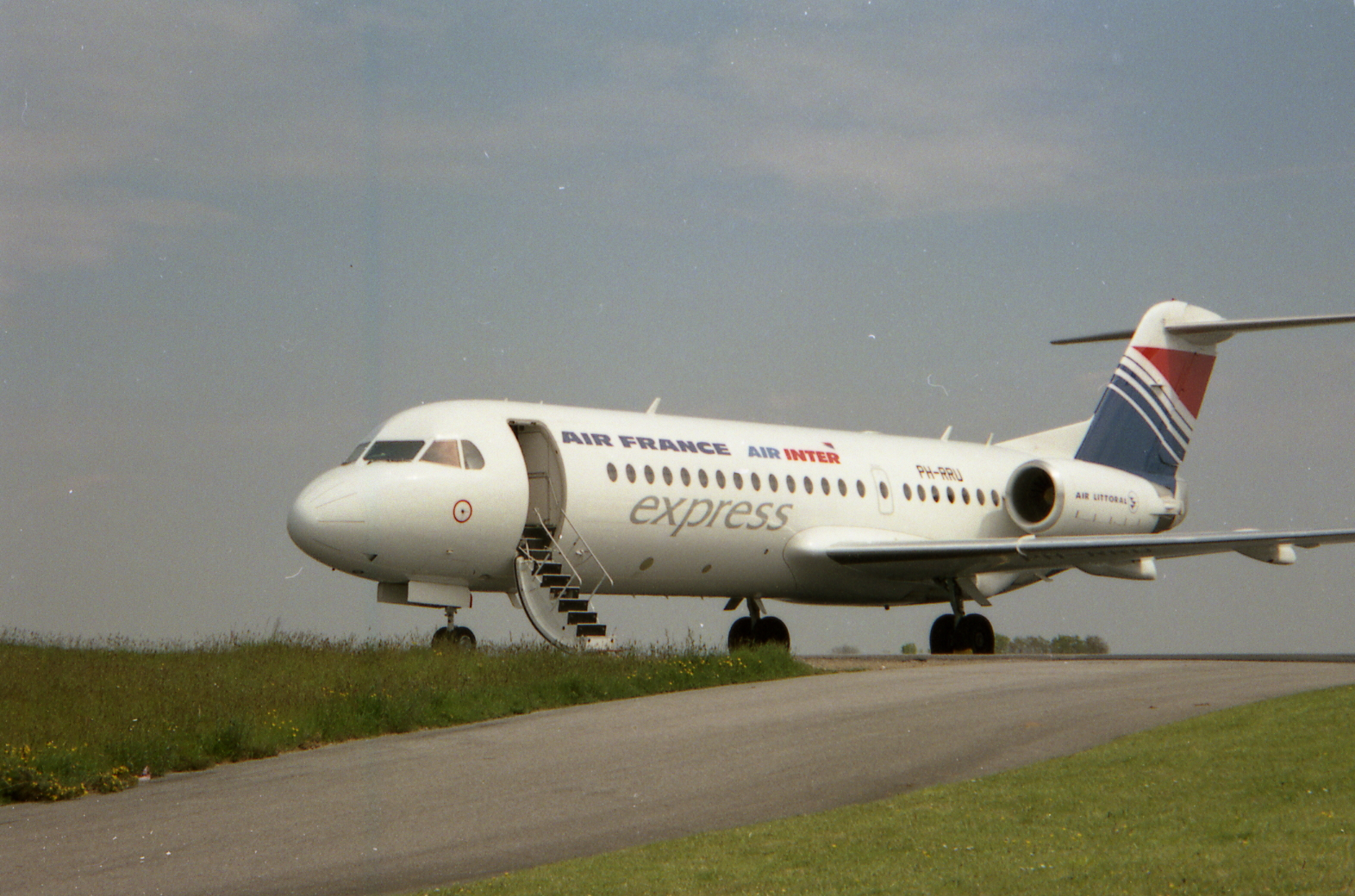
Fokker 70 en 1996 con los logotipos de Air France y Air Inter

El 23 de febrero de 1960, el Ministerio de Obras Públicas y Transporte de Francia decidió transferir el monopolio de vuelos nacionales de Air France a Air Inter. Esto dio el impulso para que Air Inter iniciara servicios regulares dentro de la Francia metropolitana, así como entre la Francia continental y Córcega. Aunque era una empresa del sector privado por su estatus de sociedad de responsabilidad limitada, Air Inter se vio obligada a operar rutas nacionales regionales no rentables para justificar su monopolio en rutas lucrativas desde París.
Air Inter operaba ante todo vuelos nacionales regulares y de alta frecuencia desde París Orly a ciudades de la Francia metropolitana, principalmente Lyon, Marsella, Niza, Toulouse, Burdeos, Estrasburgo y Mulhouse. Tras la apertura del Aeropuerto Charles de Gaulle cerca del suburbio parisino de Roissy-en-France y el traslado de la mayoría de las operaciones internacionales de Air France desde el Orly a Charles de Gaulle a partir de 1974, así como la transferencia simultánea de las operaciones de UTA desde el Le Bourget a dicho aeropuerto, Air Inter comenzó a operar estas rutas también desde Charles de Gaulle (excepto Niza) para alimentar a las redes internacionales de esas aerolíneas.
Air Inter conectaba igualmente a Orly con otras ciudades provinciales francesas de segundo y tercer nivel, así como con los tres aeropuertos comerciales de Córcega (Ajaccio, Bastia y Calvi). La aerolínea operaba asimismo rutas regionales nacionales programadas entre las principales ciudades francesas.
Muchas de las rutas de Air Inter hacia pueblos más pequeños eran operadas por TAT bajo contrato.
Antes de la liberalización del mercado aéreo interno en la Unión Europea (UE) durante los primeros años de la década de 1990, Air Inter era un pilar de la industria del transporte aéreo francés junto con Air France, UTA y TAT.
Durante ese período, Air Inter tenía una gran cuota del mercado nacional. Era la única aerolínea que operaba la mayoría de las rutas troncales nacionales dentro de la Francia metropolitana con vuelos regulares, especialmente desde y hacia París. Las excepciones eran las rutas París-Niza y París-Basilea/Mulhouse. Los vuelos de Air Inter entre París Orly y Niza competían con los de Air France entre París-Charles de Gaulle y Niza, y entre Orly y Niza. Air Inter competía directamente con Swissair, la antigua aerolínea de bandera suiza, entre París Charles de Gaulle y Basilea/Mulhouse.

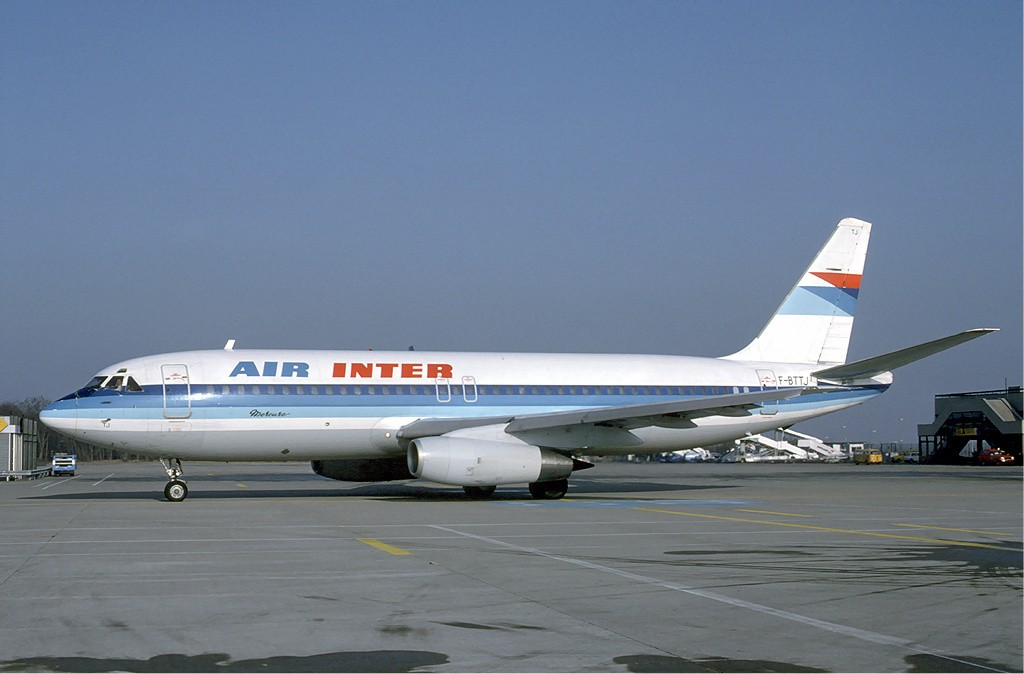
Dassault Mercure en 1985

 La diferencia entre los servicios competidores de Air Inter y Swissair en esta ruta era que los pasajeros de la primera debían usar la terminal del aeropuerto de Basilea/Mulhouse a través del canal doméstico que conectaba con la ciudad francesa de Mulhouse, mientras que los de Swissair utilizaban el canal internacional que conectaba con la ciudad suiza de Basilea. Por esta razón, los vuelos de Air Inter se categorizaban como domésticos mientras que los de Swissair eran internacionales.
Además, UTA tenía derechos limitados para transportar pasajeros, carga y correo en los tramos internos de sus vuelos de largo recorrido, entre París Charles de Gaulle y Lyon, Marsella, Niza, así como Burdeos. Sin embargo, los vuelos eran poco frecuentes como para representar una amenaza para Air Inter.
La SNCF, uno de los dos mayores accionistas del sector público de Air Inter, también era su principal competidor en rutas troncales nacionales dentro de Francia. Esta competencia se intensificó cuando SNCF comenzó los servicios de alta frecuencia del tren de alta velocidad (TGV) en vías dedicadas desde 1981. El inicio del servicio TGV entre París y Lyon, una de las rutas más concurridas y más cortas de Air Inter, en 1981, provocó una reducción en la frecuencia y el uso de aeronaves más pequeñas en los vuelos de Air Inter en esa ruta.
Las otras rutas aéreas nacionales en las que Air Inter competía con Air France antes de la liberalización eran las que conectaban la Francia continental con Córcega.
En 1977, Air Inter compró una participación del 20% a Air France en su aerolínea chárter afiliada Air Charter International, a cambio de dejar de ser un proveedor rival de asientos en vuelos chárter en el mercado francés de viajes combinados.

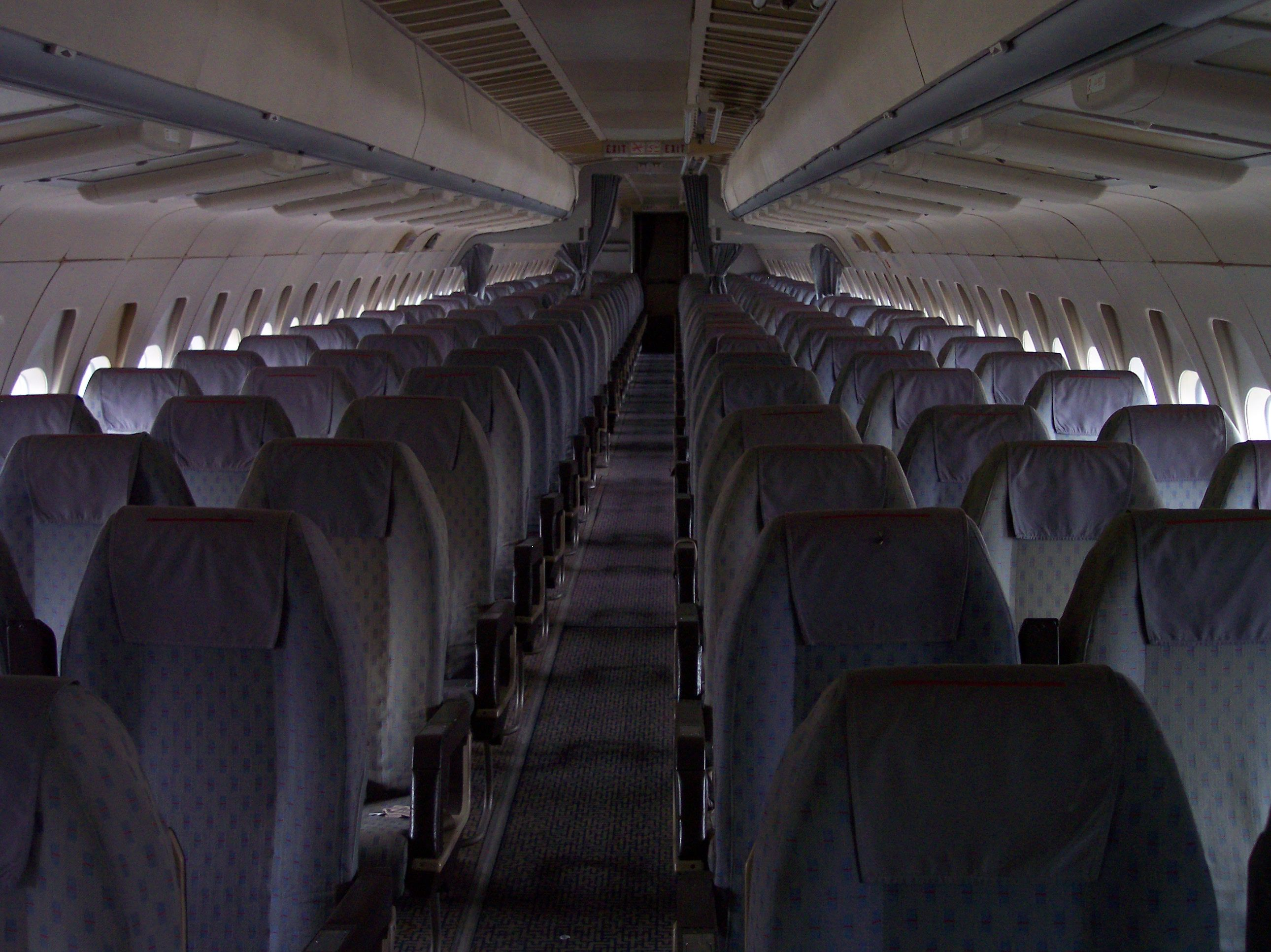
Interior de un Dassault Mercure de Air Inter

 El número anual de pasajeros en la red nacional de vuelos regulares de Air Inter creció constantemente hasta alcanzar los 21 millones, superando incluso a Air France en un año. Esto consolidó a la empresa como la mayor aerolínea nacional regular de Europa.
Air Inter fue igualmente una de las pocas aerolíneas europeas de vuelos regulares y de muy corto recorrido que fue rentable la mayor parte del tiempo, así como precursora de las aerolíneas de bajo coste actuales en Europa. Sus tarifas eran más bajas que las de otras aerolíneas nacionales en Europa y que las tarifas ferroviarias competidoras, con tiempos de escala cortos (35 minutos para un A300 con 314 asientos era común), sin asignación de asientos, servicio a bordo sin lujos y tripulaciones mínimas.
El 1 de enero de 1995, Air Inter perdió su monopolio en las rutas troncales nacionales desde París Orly. Desde ese día, cualquier aerolínea con base en la UE podía competir en esas rutas sin restricciones de capacidad, frecuencia o tarifas.
La venta de participaciones mayoritarias en Air Inter y UTA a Air France, así como la integración de ambas en esta última, formaban parte de un plan del Gobierno de Francia para crear una aerolínea nacional unificada, con economías de escala y alcance global para contrarrestar las amenazas derivadas de la liberalización del mercado aéreo interno de la UE.

## Flota
Air Inter fue pionera en la categoría 3 de aterrizaje instrumental en todo tipo de condiciones meteorológicas, comenzando a operar mínimos de categoría 3 con Caravelles, y luego actualizando con pantallas de visualización frontal mejoradas en los Mercure y A320.

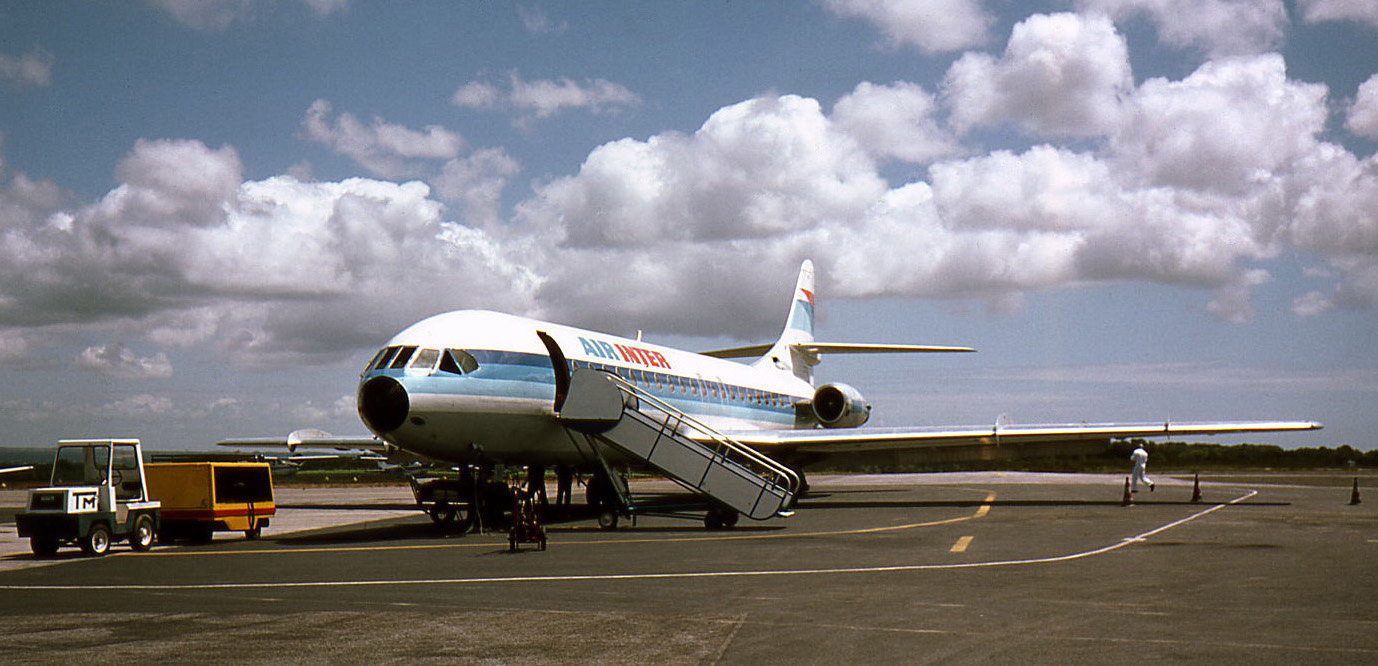
Un Caravelle de Air Inter.

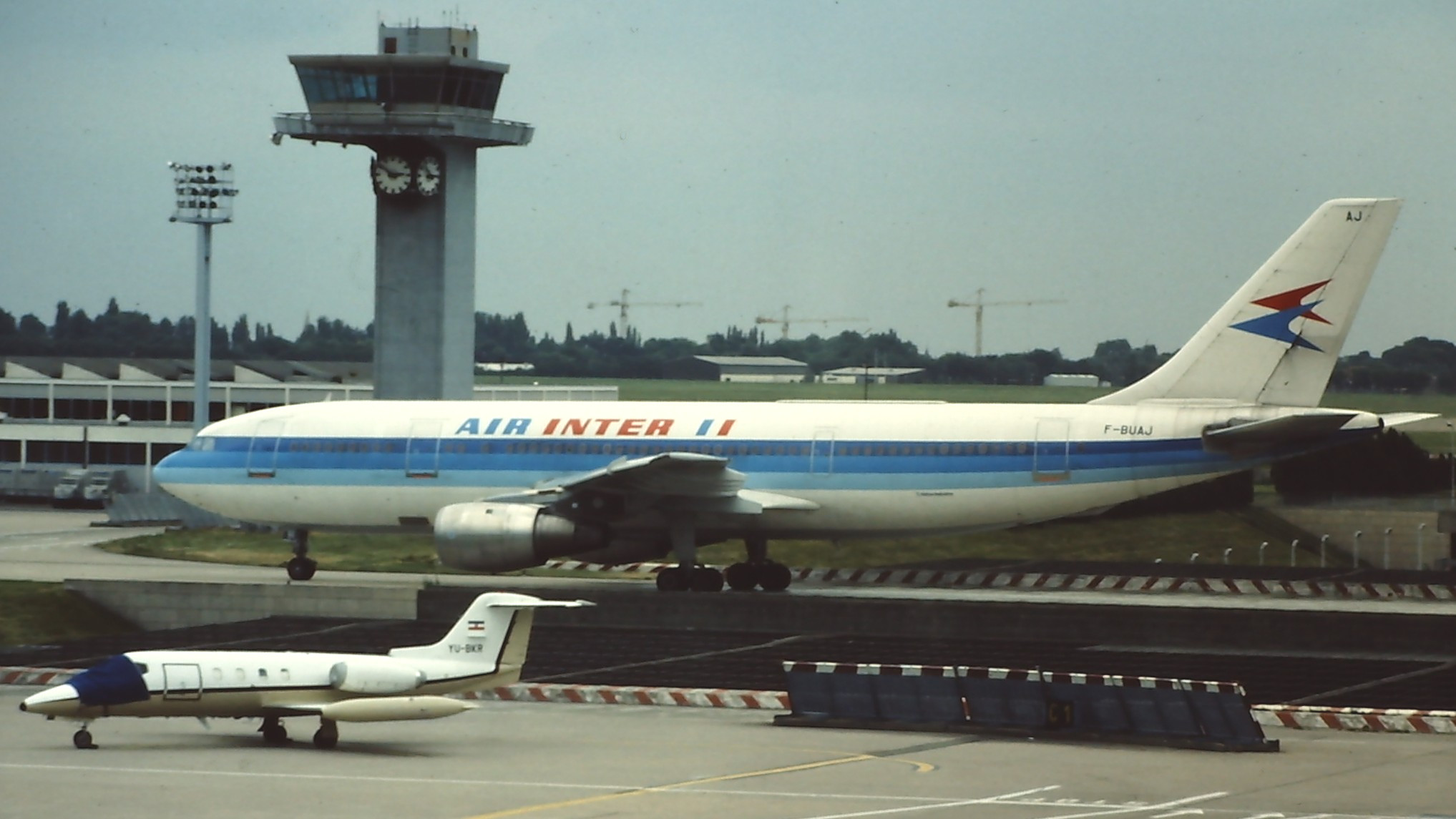
Un A300B2 en 1981.

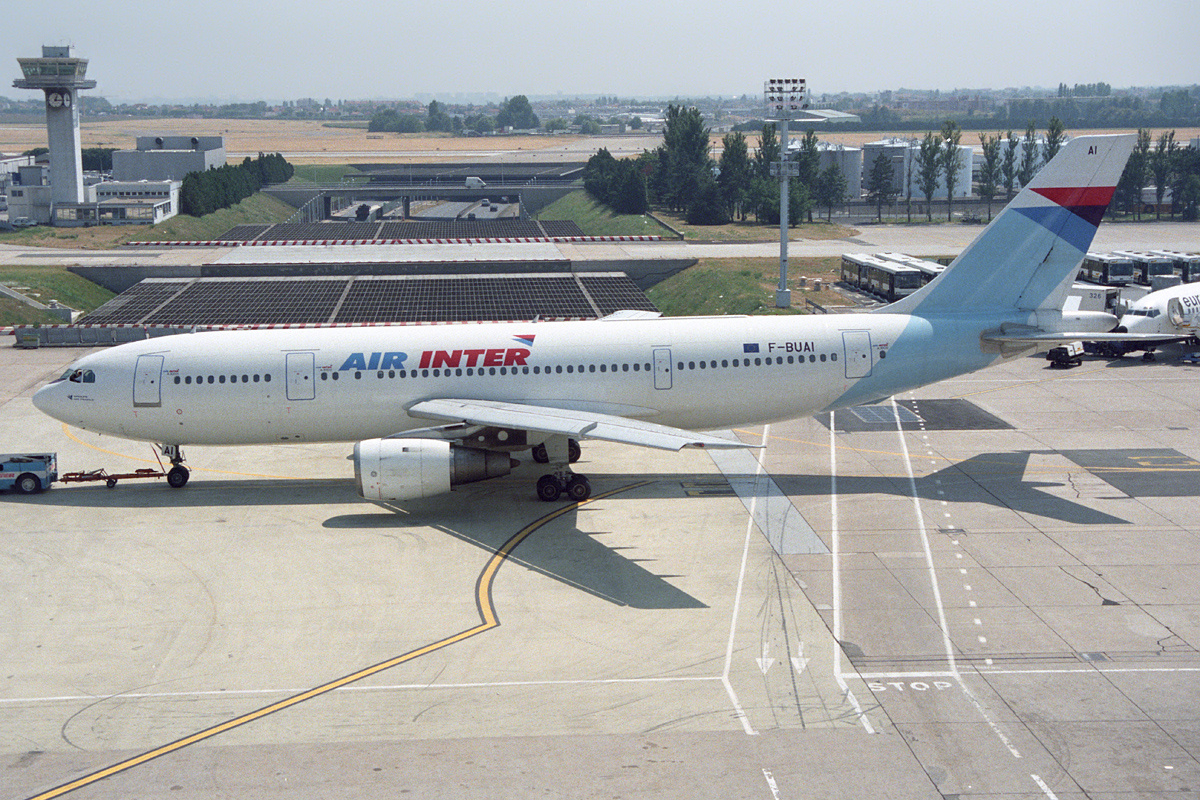
Un A300B2 con librea posterior en el Aeropuerto de París-Orly en 1994.

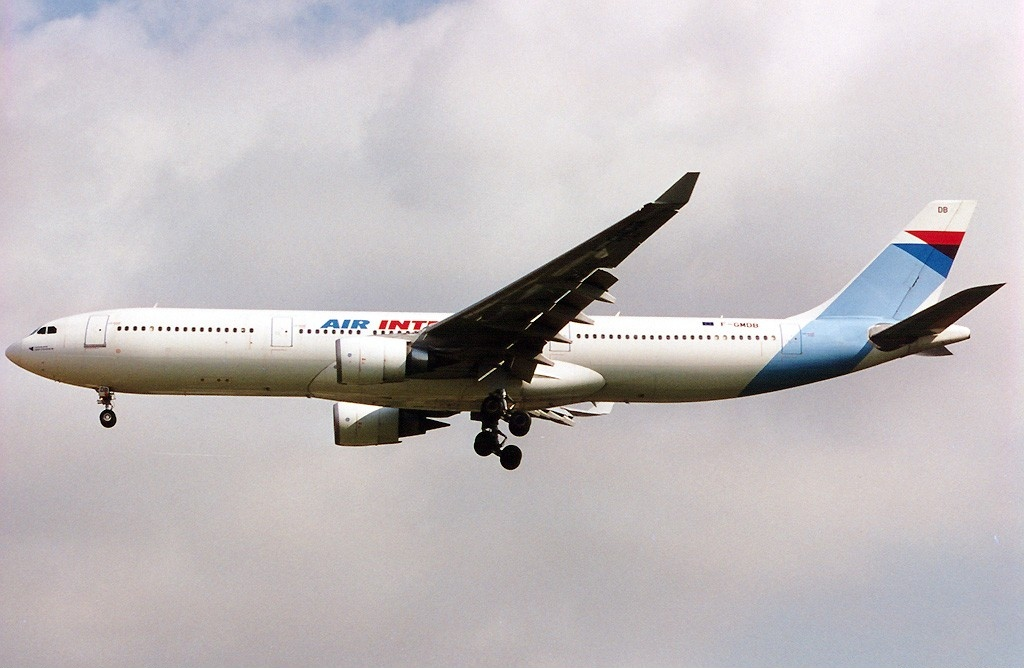
Un Airbus A330-300 de Air Inter aterrizando en el Aeropuerto de París-Orly en 1995. La aerolínea fue el operador de lanzamiento del modelo.

A continuación se enumeran los principales tipos de aeronaves que formaron parte de la flota de Air Inter durante sus 37 años de operaciones continuas:
- Airbus A300 series B2/B4
- Airbus A320 series 100/200
- Airbus A321-100
- Airbus A330-300
- Dassault Mercure
- Douglas DC-3 / C-47
- Fokker F27 Friendship serie 500
- Fokker 100
- Nord 262
- Sud Aviation Caravelle series III / 12 ("Super 12")
- Vickers Viscount serie 700

Air Inter entró en la era del jet con el Caravelle III.
La aerolínea fue uno de los primeros operadores del Airbus A300, el primer avión comercial a reacción del fabricante europeo y el primer avión de fuselaje ancho de Air Inter. La flota alcanzó 22 unidades en su punto máximo, con aeronaves adquiridas de segunda mano hasta 1992.
Air Inter también fue cliente de lanzamiento del Dassault Mercure, la respuesta francesa al Boeing 737, así como del Airbus A320 (llegando a operar una flota de 33 unidades solo del modelo 320), siendo el único cliente del mundo del Mercure y cliente de lanzamiento conjunto junto con Air France y British Caledonian del A320.
El Mercure entró en servicio comercial con Air Inter el 4 de junio de 1974. La incapacidad de Dassault Aviation para encontrar otros clientes para el Mercure llevó al gobierno francés a concederle a Air Inter una subvención de £10.775.000. Esto ayudó a la aerolínea a soportar la carga financiera de operar una "flota huérfana" de solo diez aeronaves. Además de las diez unidades que formaron el pedido original, Air Inter convirtió el prototipo del Mercure al estándar comercial, que también se incorporó a la flota, elevando el total de aeronaves Mercure a once. Fue retirado del servicio en 1995, tras 20 años de operación ininterrumpida.
El A320 entró en servicio con Air Inter en 1988.
El A330 fue el último tipo de aeronave en incorporarse a la flota de Air Inter, en 1994. Air Inter fue el operador de lanzamiento del modelo.

## Incidentes y accidentes
Se registraron 12 incidentes/accidentes relacionados con aeronaves de Air Inter a lo largo de sus 37 años de operaciones comerciales ininterrumpidas, de los cuales tres fueron fatales. Uno de los otros nueve incidentes incluyó un secuestro de aeronave, que resultó en la muerte de una persona.
Los tres accidentes mortales de la aerolínea fueron:
- El 12 de agosto de 1963, el vuelo 2611 de Air Inter, un Vickers Viscount 708 con matrícula F-BGNV, que realizaba un vuelo regular de Lille a Lyon, se estrelló mientras esperaba sobre Tramoyes a FL30 por instrucciones del control aéreo de Lyon (ATC), resultando en la muerte de 15 de los 16 ocupantes de la aeronave (los cuatro tripulantes y 11 de los 12 pasajeros), así como de una persona en tierra. Una tormenta obligó a la tripulación a solicitar permiso al ATC para descender a FL25. Como respuesta, el ATC autorizó una aproximación directa a la pista 17 del Aeropuerto de Lyon-Bron. Testigos presenciales informaron que el avión volaba bajo en dirección este en plena tormenta. La aeronave chocó contra árboles, el techo de una granja y un poste telefónico antes de detenerse en un campo. El informe de la investigación citó el mal tiempo excepcional en el área de espera y la posibilidad de que un rayo deslumbrara a la tripulación, causando ceguera temporal o incapacidad de ambos pilotos.[17]
- El 27 de octubre de 1972, el vuelo 696Y de Air Inter, un Vickers Viscount 724 con matrícula F-BMCH, que realizaba un vuelo nocturno regular de Lyon a Clermont-Ferrand, se estrelló contra el monte Pic du Picon, a 44 km al este del aeropuerto de Clermont-Ferrand, a 1.000 pies, causando la muerte de 60 de los 68 ocupantes del avión, incluidos los cinco tripulantes y 55 de los 63 pasajeros. El accidente fue causado por la incapacidad de la tripulación de cabina para notar que el radiocompás del avión había girado 180 grados, probablemente como resultado de descargas eléctricas en la lluvia que bloquearon las señales emitidas por el radiofaro no direccional (NDB) de Clermont-Ferrand, mientras se les instruía a mantener un patrón de espera antes de recibir autorización para descender a 3.600 pies. Esto llevó a que la tripulación iniciara el descenso demasiado pronto, lo que puso a la aeronave en rumbo de colisión con la montaña.[18]
- El 20 de enero de 1992, el vuelo 148 de Air Inter, operado por un Airbus A320-111 con matrícula F-GGED, se estrelló contra una ladera cerca del Monte Sainte-Odile en los montes Vosgos durante la aproximación final a Estrasburgo al final de un vuelo regular desde Lyon. El accidente provocó la muerte de 87 ocupantes (cinco tripulantes y 82 pasajeros), siendo el peor accidente en la historia de la compañía. Hubo nueve sobrevivientes (un tripulante y ocho pasajeros). El accidente fue causado por la programación errónea de la Unidad de Control de Vuelo (FCU) del avión, consecuencia de que la tripulación no advirtió que la FCU estaba en modo de velocidad vertical en lugar del modo de ángulo de descenso (se introdujo -3.3 como si fuera -3.3 grados). El descenso excesivo (3.300 pies por minuto en lugar de 800) hizo que el avión descendiera por debajo de la altitud mínima segura. Esto provocó que impactara contra árboles y una ladera de 2.710 pies de altura en una zona montañosa cubierta de nubes.[19]

El siguiente fue un incidente notable no fatal:
- El 28 de diciembre de 1971, un Vickers Viscount (matrícula: F-BOEA) sufrió daños irreparables en el Aeropuerto de Clermont-Ferrand Auvergne durante un vuelo de entrenamiento cuando se salió de la pista durante una simulación de fallo del motor número 4.[20]